# تری‌برموایزوسیانوریک اسید
تری‌برموایزوسیانوریک اسید (به انگلیسی: Tribromoisocyanuric acid) با فرمول شیمیایی C۳Br۳N۳O۳ یک ترکیب شیمیایی است. که جرم مولی آن ۳۶۶ g/mol می‌باشد. شکل ظاهری این ترکیب، جامد بی‌رنگ است.